# 原鰐類
原鰐類（学名 : Protosuchia）は初期のワニ類であり、サイズは1メートルほどと小型、陸生であった。プロトスクス亜目ともいう。
現生的なワニに通じるワニ類として「既知で最古のワニ」とされているプロトスクスなどが知られている。